# Ingham County
Ingham County is een county in de Amerikaanse staat Michigan.
De county heeft een landoppervlakte van 1.448 km² en telt 279.320 inwoners (volkstelling 2000). De hoofdplaats is Mason.

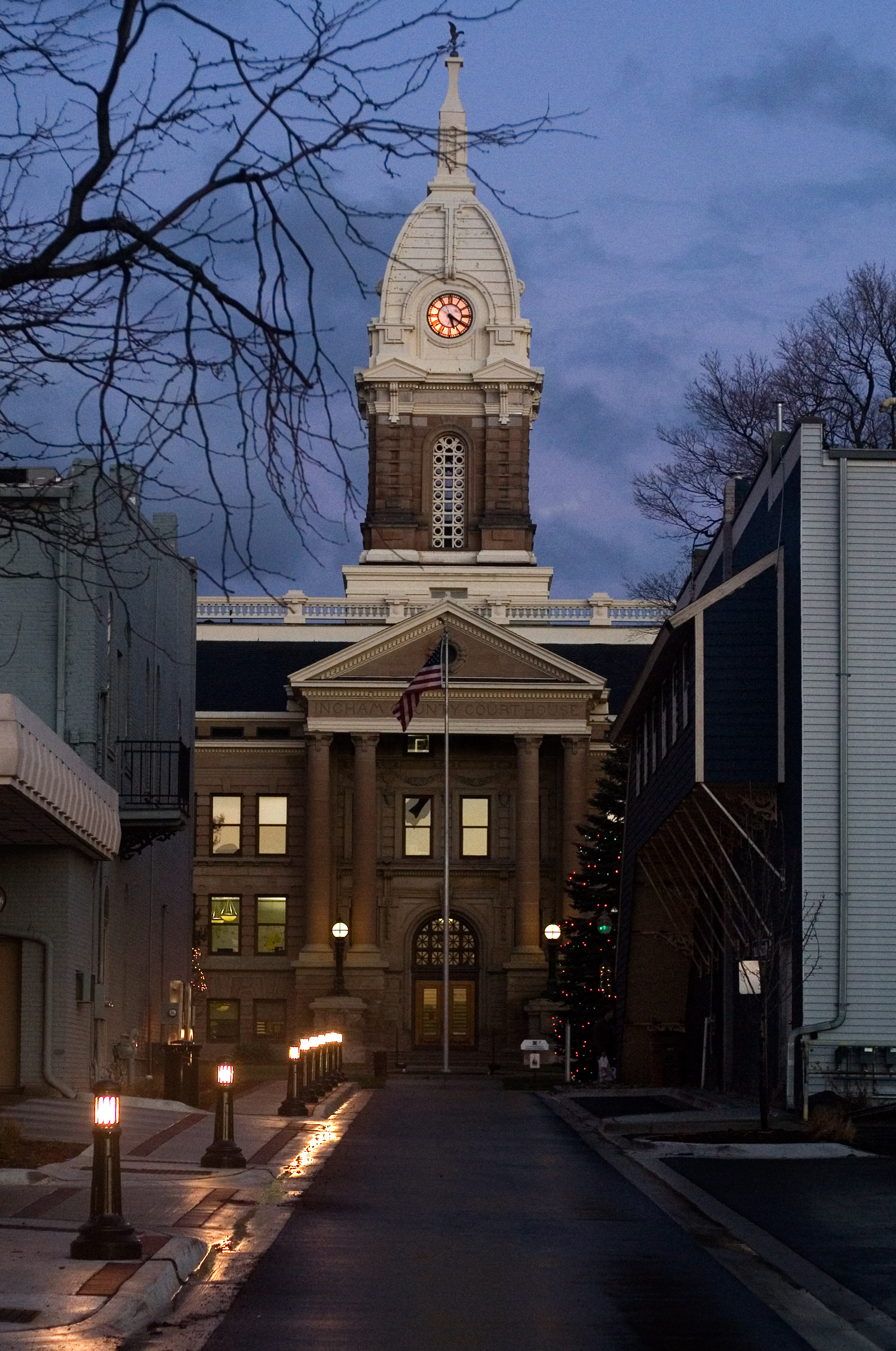
Courthouse